# Federico Bencovich

Sant'Andrea tra i santi Bartolomeo, Carlo Borromeo, Lucia e Apollonia

Federico Bencovich (Almissa, 1677 – Gorizia, 8 luglio 1756) è stato un pittore dalmata.

## Biografia
Nato in Dalmazia e detto anche, dal nome, Fedrighetto, sarebbe giunto giovanissimo a Venezia a studiare pittura, passando verso il 1695 nella bottega di Carlo Cignani a Bologna e poi in quella di Giuseppe Maria Crespi. È del 1707 la prima opera documentata, la Giunone, in una sala di Palazzo Orselli Foschi a Forlì.
Conosce, nella bottega del Crespi, Giovanni Battista Piazzetta e torna verso il 1710 a Venezia, facendo amicizia con Rosalba Carriera. Intorno al 1715 riceve la commissione dal principe Franz Lothar von Schönborn, vescovo di Bamberga, di quattro dipinti per la sua residenza di Pommersfelden, dei quali si ricordano un perduto Apollo e Marsia e un Sacrificio d'Isacco, attualmente conservato nella Galleria Strossmayer di Zagabria e datato al 1720.
È documentato a Vienna, poi a Verona e nel 1724 a Milano. Del 1726 circa è una delle sue opere maggiori, il Beato Pietro Gambacorta, nella chiesa veneziana di San Sebastiano, ma le sue opere non sono apprezzate dai committenti e dai pittori di Venezia e Bencovich si reca nel 1730 a Vienna, dove è ben considerato tanto da ottenere la nomina, nel 1734, di pittore di corte dal principe Friedrich Karl von Schönborn. Dipinge due tele per la Cappella della Residenza del principe a Würzburg, l'Assunzione di Maria e La caduta degli angeli ribelli, rimpiazzate pochi anni dopo da opere di Giovanni Battista Tiepolo e poi andate perdute, e nel 1735, ancora per la stessa Residenza, il Mosè e Aronne davanti al Faraone, Il sacrificio di Jefte, andate distrutte durante la seconda guerra mondiale, e Il giudizio di Salomone.
Lasciato l'incarico di Vienna nel 1743, e ormai emarginato, visse l'ultimo decennio della sua vita nel Palazzo del conte di Attems a Gorizia.

## Valutazione critica
Lo sviluppo artistico del Bencovich parte dall'influsso di Carlo Cignani e di Giuseppe Maria Crespi, cosicché nella sua pittura si trova un poco dell'accademismo del Cignani e un poco del naturalismo crespiano; importante fu per lui anche la conoscenza delle opere di Giovanni Battista Piazzetta. Tra i due pittori veneziani del resto intercorsero reciproci influssi difficilmente valutabili ancora oggi . 
Nello sviluppo della sua pittura, il Pallucchini individua due fasi, una prima fase mistica, con tonalità drammatiche e una seconda di contrasti morbidi ed espressioni figurative attenuate in sfondi spaziali articolati, come nei dipinti di Würzburg.
Le prime opere di Bencovich come la Giunone di palazzo Orselli Foschi a Forlì e la pala già nella chiesa della Madonna del Piombo a Bologna e oggi conservata nella parrocchiale di Senoches in Francia,  risentono in effetti in maniera evidente del magistero di Cignani , magistero che è abbastanza evidente anche nel Sacrificio di Isacco di Zagabria e nell'Agar del castello di Pommersfelden. In seguito il pittore dalmata elaborò un suo stile del tutto personale , caratterizzato da una evidente vena espressionistica, che agirà tanto sul Piazzetta quanto sul giovane Tiepolo. Un saggio di questo stile si può osservare già nella Adorazione dei Magi di Stoccarda, dominata dall'imponente figura di un mago, rappresentato manieristicamente in tinte fredde, che sembra impegnato in una drammatica recita davanti a un Bambino memore, invece, della composta lezione del Cignani. Analoga tensione allucinata si può riscontrare nel  Sacrificio di Ifigenia del Castello di Pommersfelden, ove davanti a un'Ifigenia accademica e in piena luce, si agitano figure immerse in ombre profonde e luci radenti disposte a diagonali fortemente scorciate in cui le masse sembrano quasi deformate, oppure nella mistica Deposizione di Borgo san Giacomo .
Approdato a Venezia Bencovich fu maestro di disegno di Rosalba Carriera , con la quale ebbe un rapporto di amicizia e un testimoniato scambio epistolare. Nella città lagunare lasciò un'opera nella chiesa della Madonna della Fava (oggi perduta) e L'estasi del beato Pietro Gambacorta nella chiesa di San Sebastiano, nonché altri dipinti conservati in collezioni private veneziane e venete come la Fuga in Egitto di Tomo nei pressi di Feltre. Sembra tuttavia che il suo stile non sia stato molto apprezzato come possiamo desumere da una lettera che indirizza all'amica Rosalba Carriera in cui si lamenta della scarsa fortuna incontrata . Chiamato a Vienna dal celebre amico e cantante Gaetano Orsini Bencovich si reca nella capitale asburgica dove conosce Apostolo Zeno di cui ci lascia un bel ritratto a pastello oggi conservato a Vienna.
Divenuto, in seguito ,  pittore di corte presso la famiglia Schonborn realizza per i suoi mecenati molte importanti opere tra cui i perduti Sacrificio di Jefte e Mosè e Aronne davanti al Faraone già nella residenza di Wurzburg a proposito dei quali il Pallucchini ha parlato di un linguaggio più classicamente composto.
Il critico Roberto Longhi, fingendosi, in uno scritto, un corrispondente del primo Ottocento dell'abate Luigi Lanzi, autore d'una storica Storia della pittura italiana, così scrive del nostro pittore: “Qui a Pommersfelden vi ha un suo Agar con Ismaele svenuto per languidezza, di condotta sì originale che rapisce, e pareggia, se prima non l'eccede per eleganza e fuoco, il medesimo Piazzetta…un Martirio d'Ifigenia è spettacolo anche più fiero. Né so dove quell'assunto sia stato ricerco od espresso in modo più compendioso e che, per parere avventato, soltanto cela un'erudizione, una profondità d'idee che stupisce ed incanta. Questo Federigo, ch'io tengo fermamente per uno degl'ingegni più vasti dell'ultimo secolo in Venezia, riconoscesi per un cacciar d'ombre acutissime, opposte, direi velocemente, ad altrettante luci di stesso vigore, di stessa piazza; le tinte, ridotte a pochissime salvo alcuni azzurri e tané, risultandone una macchia, una cromatica, di stupore fin oggi non visto.”
Il Bencovich, creatore di uno stile, drammatico, tormentato e a volte bizzarro, resta tra i maggiori esponenti della pittura settecentesca del nord Italia e dell'Europa centrale e ha avuto il merito di aver dato, attraverso le sue opere viennesi, un forte impulso all'avvio della pittura rococò austriaca e bavarese, rappresentata soprattutto da Paul Troger e Franz Anton Maulbertsch.

## Opere
- Zagabria, Galleria Strossmayer, Sacrifizio d'Isacco,1720
- Forlì, Palazzo Orselli Foschi, Giunone
- Brescia , Pinacoteca Tosio Martinengo, Madonna in trono con santi (bozzetto)
- Berlino, Staatliche Museen, Madonna e santi, 1730 – 1735
- Bologna, Pinacoteca Nazionale, Il beato Pietro Gambacorta, incisione, ca 1728
- Borgo San Giacomo, Brescia, chiesa del Castello: Deposizione, ca 1735
- Crema, chiesa della SS. Trinità: Estasi di S. Francesco da Paola, 1724
- Pommersfelden, Castello Weißenstein, Agar e Ismaele nel deserto; Il sacrificio di Ifigenia, ca 1715.
- Senonches, Francia, parrocchiale, Sant'Andrea tra i santi Bartolomeo, Carlo Borromeo, Lucia e Apollonia, 1710-1716.
- Stoccarda, Staats-Galerie, Adorazione dei Magi, ca 1725
- Tomo, Feltre, parrocchiale, Fuga in Egitto, ca 1709
- Venezia,  chiesa di S. Sebastiano: Il beato Pietro Gambacorta, ca 1726
- Venezia, Gallerie dell'Accademia, Autoritratto, ca 1735
- Venezia, Museo Correr, Fuga in Egitto, disegno, ca 1720
- Vienna, Albertina: Partenza per l'Egitto, Riposo durante la fuga in Egitto, ca 1745; disegni: San Francesco da Paola; Estasi di San Francesco d'Assisi; Morte di San Benedetto